# Ford Escort RS Cosworth
El Ford Escort RS Cosworth es un automóvil deportivo producido por el fabricante estadounidense Ford Motor Company, en colaboración con la compañía británica Cosworth. Se trata de una versión deportiva de la quinta generación del Ford Escort, comercializado entre 1992 y 1996 en dos versiones diferentes. Se diferencia de los demás vehículos del resto de la gama gracias a su gran alerón biplano posterior. Se fabricaron un total de 7145 unidades.

## Desarrollo

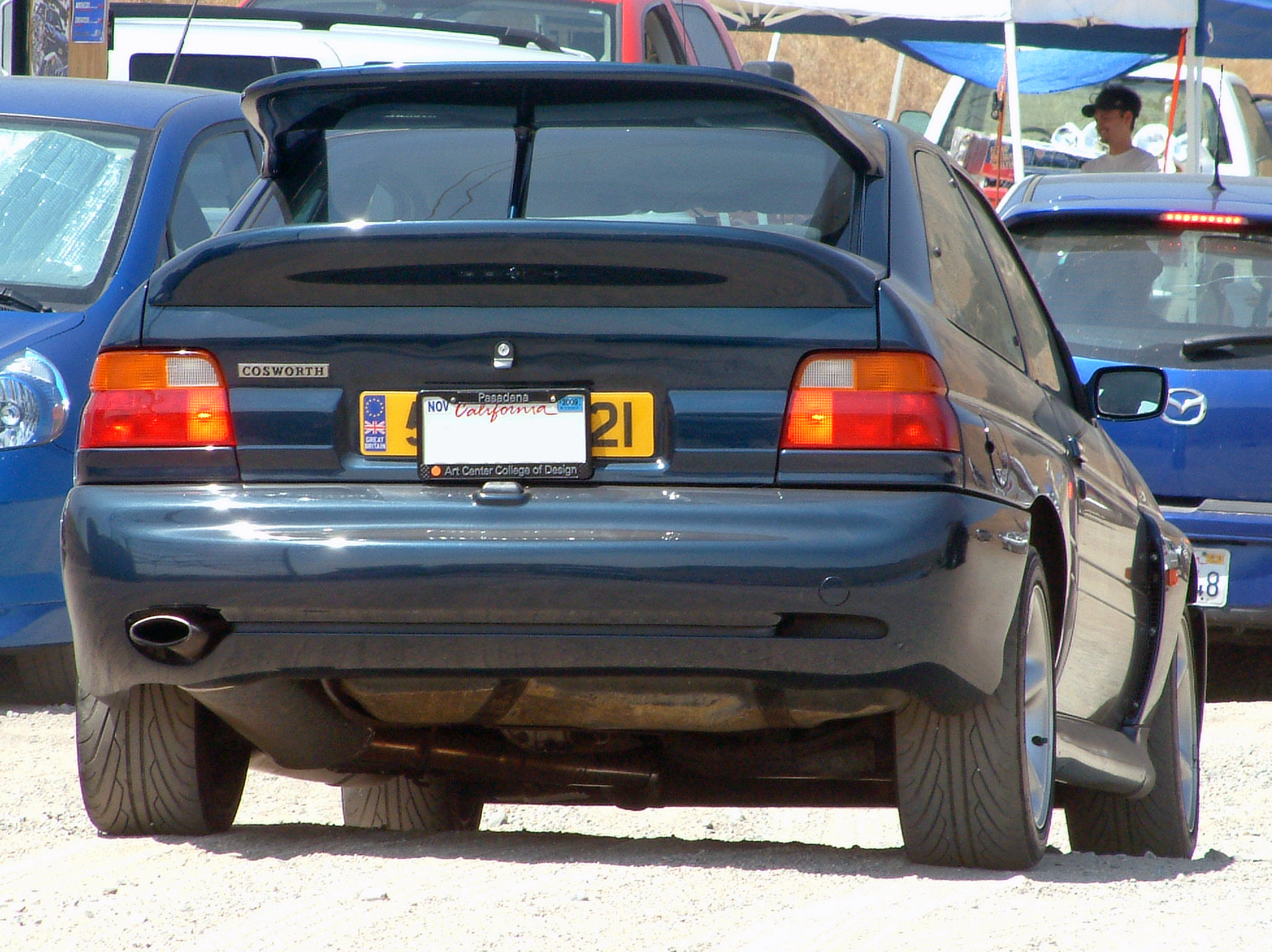
Vista trasera de la versión del mercado británico, en California

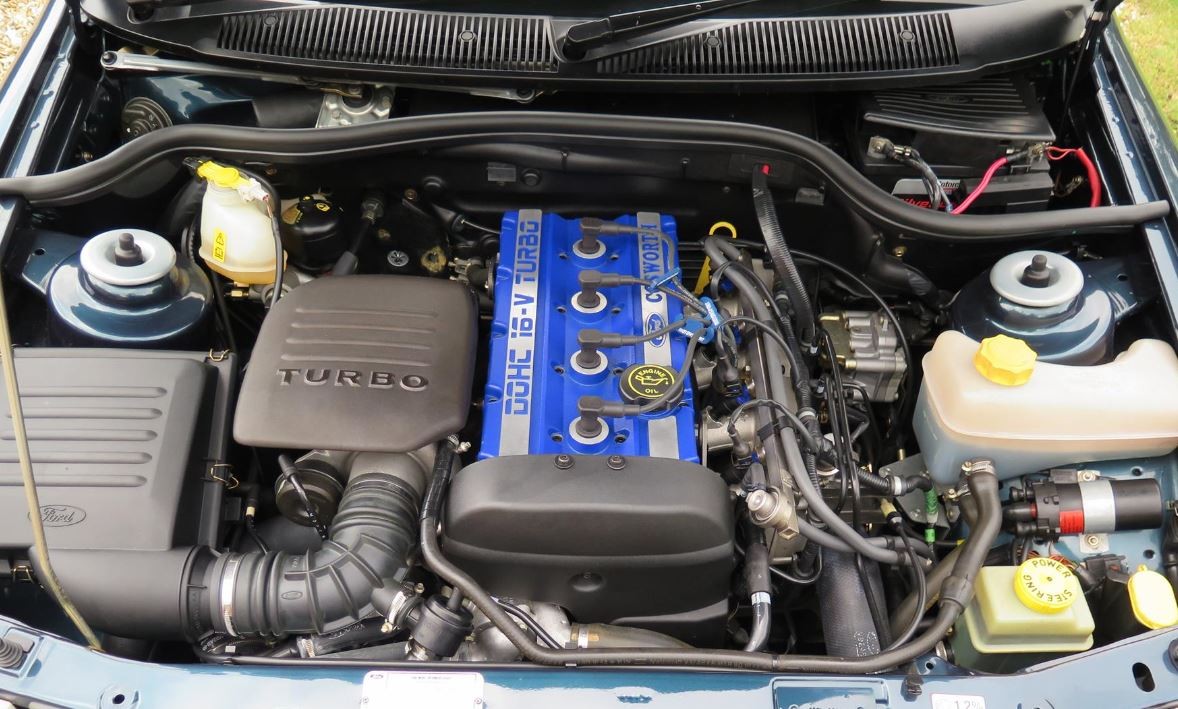
Motor YBT T34

Como modelo genérico nació varias décadas antes, ya que salió a la luz en 1968 y se despidió del mercado en 2003. A lo largo de su vida comercial, contó con varias versiones deportivas. Utilizó como base la quinta generación del modelo original, saliendo al mercado en 1992. Se comercializó exclusivamente como hatchback de tres puertas y contaba con elementos imprescindibles para tener éxito en la competición.
Fue lanzado al mercado bajo dos versiones diferentes, aunque con mínimas diferencias entre sí. Su carrocería recordaba al modelo convencional, pero en realidad el chasis era el del Ford Sierra, pues era el único Ford que podía acoger la motorización turbo, la tracción total y la caja manual de cinco velocidades.
Era algo parecido a un coche de rally matriculable, de ahí que se haya convertido en un cotizado modelo clásico, aunado a sus prestaciones que estuvieran a la altura de deportivos de renombre.
Se creó para sustituir al Sierra Cosworth en el mundial del rally bajo su máxima categoría del momento: el Grupo A, ya que se dejaría de producir en 1992 y, para la temporada siguiente, Ford necesitaba un coche para seguir participando en el Campeonato Mundial de Rallys, así que se decidió hacer encajar la mecánica del Sierra en la carrocería de un Escort. La FIA estableció en el reglamento la obligación de fabricar 2500 unidades de calle del vehículo para poder inscribirlo en el Campeonato Mundial de Rally como Grupo A. Debido a la gran acogida que tuvo entre el público se fabricaron más de los 2500 vehículos necesarios, aunque había algunos cambios entre las primeras unidades y las posteriores, siendo la más destacable la sustitución del turbocompresor original por un Garrett T25 de menor tamaño, dejándolo con una potencia de 217 CV (214 HP; 160 kW). Se diseñó en las instalaciones de Ford SVO por Rod Mansfield y John Wheeler.
Después de recopilar las muestras necesarias para la certificación, Ford presentó el nuevo turbo Garret T25, que, junto con modificaciones en los sistemas de inyección y escape, mejoraba el rendimiento en general. En el transcurso de estas modificaciones, el alerón fue reemplazado por uno más pequeño en junio de 1994, con lo que el coeficiente aerodinámico (Cx) se redujo de 0.38 a 0.34 y la velocidad máxima se incrementó en 10 km/h (6,2 mph).
Además de las defensas especiales, que incluían un divisor ("splitter") ajustable en la parte delantera, pasos de rueda ensanchados y alerones anchos, la parte de diseño también contaba con rines de aluminio de 16 pulgadas (40,6 cm) en neumáticos 225/45.
Su interior era el mismo que el del Escort convencional, pero con detalles deportivos a medida, como un indicador para la presión del turbo, del aceite y un voltímetro, situados en el centro del panel de instrumentos; así como algunos pedales y asientos especiales. En comparación con otras series de modelos, el volumen de la cajuela de 267 L (9,4 pies cúbicos) se redujo en 113 L (4 pies cúbicos).

## Motorización
Estaba equipado con una planta motriz Cosworth YBT de 1993 cm³ (2 L; 121,6 plg³) con turbo Garrett T3/T04B, entregando un empuje muy limitado a bajas velocidades, pero generando reacciones a las 3500 rpm, que pueden hacer que el eje trasero patine. Así, su tracción total se parece más a un coche de rally que a uno de carretera, porque está equipado con un diferencial central planetario que transfiere el 66% de la potencia al eje trasero, mientras que el 34% va hacia el eje delantero.
| Materiales del motor                | Bloque de fundición gris y cabezas de aleaciones de aluminio |
| Distribución                        | DOHC 4 válvulas por cilindro (16 en total)                   |
| Alimentación                        | Inyección electrónica Weber-Marelli, turbo e intercooler     |
| Diámetro x carrera                  | 90,8 x 77 mm (3,57 x 3,03 pulgadas)                          |
| Relación de compresión              | 8.0:1                                                        |
| Potencia máxima                     | 227 CV (224 HP; 167 kW) @ 6250 rpm                           |
| Par máximo                          | 31 kg·m (304 N·m; 224 lb·pie) @ 3500 rpm                     |
| Rendimiento                         | 113,9 CV/L                                                   |
| Sistema de lubricación              | Cárter húmedo                                                |
| Relación peso a potencia            | 5,62 kg/CV                                                   |
| Capacidad del tanque de combustible | 65 litros (17,2 galAm)                                       |

## En competición

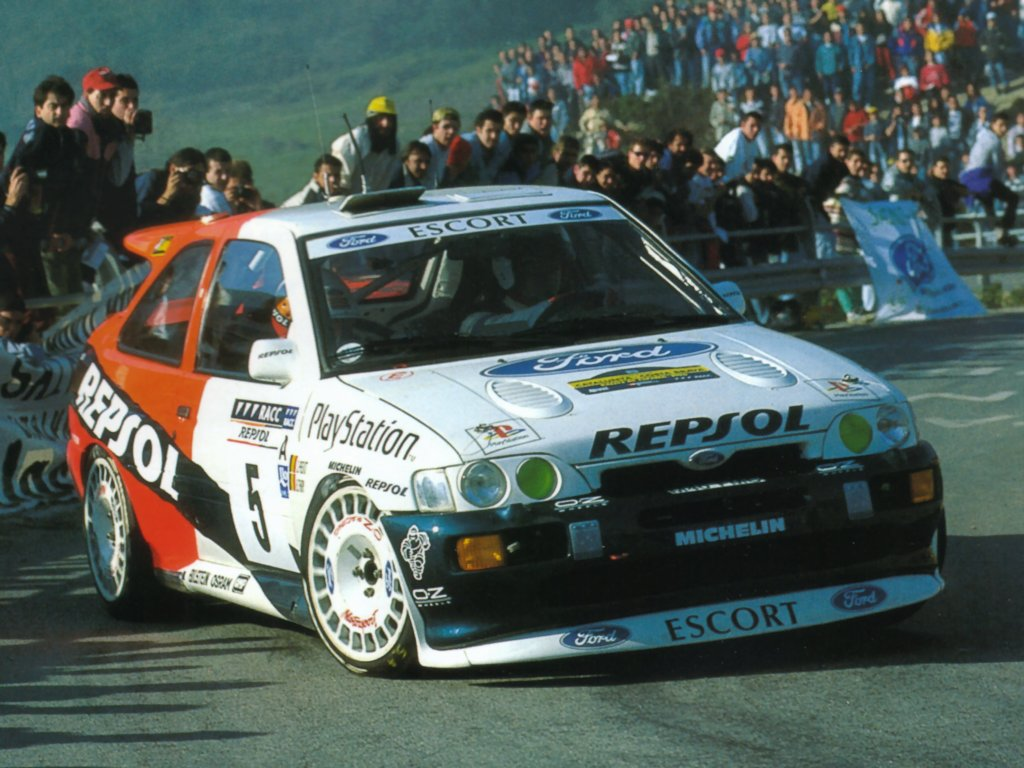
Versión del Grupo A

El Escort Cosworth fue el primer Escort con tracción en las cuatro ruedas. Fue homologado como Grupo A y compitió en el mundial desde el año 1993 hasta 1996 y duró dos años más en su versión World Rally Car. Su primera participación oficial en el Campeonato Mundial de Rally fue en el Rally de Montecarlo de 1993, donde logró un segundo y tercer puesto con los pilotos François Delecour y Miki Biasion, respectivamente, siendo superados únicamente por el francés Didier Auriol con su Toyota Celica. Aunque nunca llegó a ganar el mundial, fue bastante exitoso a nivel nacional y europeo ganando varios campeonatos nacionales y el Campeonato Europeo de Rally en 1994 a manos del piloto belga Patrick Snijer.
En Paraguay ganó el Transchaco Rally de manera consecutiva en 1999 y 2000, en ambas ocasiones pilotado por Martín María Masi y su copiloto Hans Thiede.

### Victorias en el Campeonato Mundial de Rally
| #  | Evento                   | Temporada | Piloto            | Copiloto            | Versión                 |
| -- | ------------------------ | --------- | ----------------- | ------------------- | ----------------------- |
| 1  | 27.º Rally de Portugal   | 1993      | François Delecour | Daniel Grataloup    | Ford Escort RS Cosworth |
| 2  | 37.º Rally de Córcega    | 1993      | François Delecour | Daniel Grataloup    | Ford Escort RS Cosworth |
| 3  | 40.º Rally Acrópolis     | 1993      | Miki Biasion      | Tiziano Siviero     | Ford Escort RS Cosworth |
| 4  | 35.º Rally Sanremo       | 1993      | Franco Cunico     | Stefano Evangelisti | Ford Escort RS Cosworth |
| 5  | 29.º Rally Cataluña      | 1993      | François Delecour | Daniel Grataloup    | Ford Escort RS Cosworth |
| 6  | 62.º Rally de Montecarlo | 1994      | François Delecour | Daniel Grataloup    | Ford Escort RS Cosworth |
| 7  | 44.º Rally de Finlandia  | 1994      | Tommi Mäkinen     | Seppo Harjanne      | Ford Escort RS Cosworth |
| 8  | 21.º Rally de Indonesia  | 1996      | Carlos Sainz      | Luis Moya           | Ford Escort RS Cosworth |
| 9  | 44.º Rally Acrópolis     | 1997      | Carlos Sainz      | Luis Moya           | Ford Escort WRC         |
| 10 | 22.º Rally de Indonesia  | 1997      | Carlos Sainz      | Luis Moya           | Ford Escort WRC         |